# Castell de la Morera de Montsant
Castell de la Morera de Montsant és un monument del municipi de la Morera de Montsant (Priorat) declarat bé cultural d'interès nacional.

## Descripció
Del castell de la Morera de Montsant en resten alguns murs situats al capdamunt del turó que hi ha a la part alta del poble. Per les restes es pot deduir que tenia planta rectangular. Resta una cleda de carreus de 8x18,8 m, assolint 5m d'alçada màxima a l'única cantonada que roman sencera. A la façana est hi ha la porta, de la que tan sols en resten els muntants; es pot comprovar que segurament arran del reaprofitament del castell com a habitatge, fou molt reduïda. Inicialment devia estar acabada en arc de mig punt. Les pedres dels murs estan poc treballades i són de mida reduïda, unides amb morter de calç. Estan arrenglerades d'una manera bastant irregular. Als cantons, són més grans i estan ben tallades.

## Història
Se suposa que en un origen el Castell de la Morera era un rafal sarraí o almenys n'hi hagué un dins el seu terme, que restà inicialment a mans de Bertran de Castellet i que el 1174 era una dominicatura de la reina Sança, esposa d'Alfons I. El lloc era un nucli que potser ja disposava d'una certa població abans del 1170, any en què Albert de Castellvell, amb el consentiment d'Alfons I, el va donar a Arnau de Salforès perquè el poblés i l'edifiqués.
El 1218 el rei Jaume I va donar en concessió el castell a la Cartoixa de Santa Maria d'Escaladei, restant sota la seva propietat fins al 1835. Alhora, està documentat l'ús del mateix com a presó senyorial durant el segle xvii. És sabut també que l'any 1954 moltes de les pedres del castell ja en ruïnes foren utilitzades per arranjar carrers i alguna plaça del poble.